# 三氟化溴
三氟化溴是一种卤素互化物，化学式为BrF3。这种无色、有毒、有腐蚀性的液体可溶于硫酸，但与水或有机化合物接触会发生爆炸。它是一种强氟化剂和无机离子化溶剂。它在核燃料生产和后处理过程中被用于生产六氟化铀（UF6）。

## 制备
三氟化溴最早由保罗·利比奥（Paul Lebeau）于1906年报道。他将溴单质与氟在20 °C下反应得到了三氟化溴：
{\displaystyle {\rm {\ Br_{2}+3F_{2}\rightarrow 2BrF_{3}}}}
一氟化溴的歧化反应也产生三氟化溴：
{\displaystyle {\rm {\ 3BrF\rightarrow BrF_{3}+Br_{2}}}}

## 结构
与ClF3和IF3类似，BrF3分子也是T形的。价层电子对互斥理论中，中心溴原子连有两对孤对电子。每个轴向的Br-F键长度为1.81 Å，而水平方向的为1.72 Å。轴向Br-F键与水平Br-F键的夹角略小于90°，86.2°的键角是因为孤对电子的排斥比成键电子更强，键角的变小使得能量降低。

## 化学性质
BrF3是一种强氟化剂，但略弱于ClF3。这种液体能导电，因为它能发生自耦电离：
{\displaystyle {\rm {\ 2BrF_{3}\rightleftharpoons BrF_{2}^{+}+BrF_{4}^{-}}}}
许多离子型氟化物易溶于三氟化溴，并形成溶剂合碱（即路易斯酸碱的加合物）：
{\displaystyle {\rm {\ KF+BrF_{3}\rightarrow KBrF_{4}}}}
此外少数共价型氟化物，例如四氟化硅、五氟化钒及类似化合物也可溶于三氟化溴，它们在溶液中作为路易斯酸。
{\displaystyle {\rm {\ SbF_{5}+BrF_{3}\rightarrow BrF_{2}^{+}SbF_{6}^{-}}}}
含BrF2+的物质与含BrF4-能发生类似于酸碱中和的反应：
{\displaystyle {\rm {\ Ag^{+}BrF_{4}^{-}+BrF_{2}^{+}SbF_{6}^{-}\rightarrow AgSbF_{6}+2BrF_{3}}}}
{\displaystyle {\rm {\ K^{+}BrF_{4}^{-}+(BrF_{2}^{+})_{2}SnF_{6}^{2-}\rightarrow K_{2}SnF_{6}+4BrF_{3}}}}
这类反应被广泛用于制取含氟配合物，例如AgAuF4、(NO2)SnF6、(NO)2SnF6、LiVF6、KRuF6等，在上述反应完成后真空蒸发除去三氟化溴即可得到产品。
三氟化溴能使高价氟配合物稳定，例如四氟化钯不能分离得到，但在三氟化溴中可制得它的配合物。稀有气体的氟化物也能在三氟化溴中与强路易斯酸形成加合物。